# KBO 신인상
KBO 신인상은 KBO 리그 해당 연도의 페넌트 레이스에 참가한 신인 선수 중 최고의 활약을 한 신인 선수에게 수여하는 상이다. 본 명칭은 한국 프로 야구 최우수 신인상였으나 한국야구위원회의 브랜드 아이덴디티 통합 작업에 따라 2015시즌부터 "KBO 신인상"이라는 새로운 명칭을 사용하게 되었다.
한국 프로 야구 원년인 1982년을 제외하고 1983년부터 현재까지 시상하고 있으며, 최근 수상자는 2024년 두산 베어스의 김택연이다.

## 신인 선수의 정의 및 후보자 선정 기준
한국야구위원회 회원 구단의 선수로서 5시즌 이내, 투수는 30이닝 이내(당해 년도 제외), 타자는 60타석 이내의 누계 출장 수를 초과하지 않은 자에 한한다. 각 조건 모두 당해 년도는 제외된다. 단, 외국 프로 야구 기구에 소속되었던 선수는 신인 선수에서 제외된다.

## 역대 수상 선수
| 연도 | 소속 팀         | 선수명 | 포지션               | 시즌 성적                                           | 주석 및 기타 |
| ---- | --------------- | ------ | -------------------- | --------------------------------------------------- | --- |
| 1983 | OB 베어스       | 박종훈 | 외야수               | 타율 0.312, 117안타                                 | 안타 1위, 타격 4위, 출루율 5위, 골든글러브                                                                                                |
| 1984 | OB 베어스       | 윤석환 | 투수                 | 평균자책 2.84, 12승(2선발승) 8패 25세이브           | 구원 1위, 탈삼진 6위, 다승 8위, 평균자책 8위, 승률 10위,구원승 2위                                                                        |
| 1985 | 해태 타이거즈   | 이순철 | 내야수               | 타율 0.304, 67득점, 31도루                          | 득점 1위, 도루 3위, 장타율 6위, 골든글러브                                                                                                |
| 1986 | MBC 청룡        | 김건우 | 투수                 | 평균자책 1.81, 18승(15선발승) 6패                   | 다승 4위, 승률 4위, 평균자책 5위, 탈삼진 6위,선발승 3위                                                                                   |
| 1987 | 빙그레 이글스   | 이정훈 | 외야수               | 타율 0.335, 124안타, 4홈런                          | 안타 1위, 타격 3위, 출루율 5위, 득점 6위, 도루 7위, 장타율 10위, 22경기 연속 안타                                                         |
| 1988 | MBC 청룡        | 이용철 | 투수                 | 평균자책 2.74, 7승(6선발승) 11패                    | |
| 1989 | 태평양 돌핀스   | 박정현 | 투수                 | 평균자책 2.15, 19승(15선발승) 10패 2세이브          | 선발승 1위 |
| 1990 | LG 트윈스       | 김동수 | 포수                 | 타율 0.290, 62타점                                  | 골든글러브 |
| 1991 | 쌍방울 레이더스 | 조규제 | 투수                 | 평균자책 1.64, 9승(2선발) 7패 27세이브              | 세이브 1위 |
| 1992 | 롯데 자이언츠   | 염종석 | 투수                 | 평균자책 2.33,17승(15선발승) 9패 6세이브            | 평균자책 1위,골든글러브,선발승 공동 3위                                                                                                   |
| 1993 | 삼성 라이온즈   | 양준혁 | 1루수                | 타율 0.341, 130안타, 23홈런, 90타점                 | 타격 1위, 장타율 1위, 출루율 1위, 홈런 2위, 타점 2위                                                                                      |
| 1994 | LG 트윈스       | 유지현 | 유격수               | 타율 0.305, 15홈런, 51도루                          | |
| 1995 | 삼성 라이온즈   | 이동수 | 내야수               | 타율 0.288, 22홈런                                  | |
| 1996 | 현대 유니콘스   | 박재홍 | 외야수               | 타율 0.295, 30홈런, 36도루, 108타점                 | 프로야구 최초 30-30클럽, 홈런 1위, 타점 1위, 골든글러브                                                                                   |
| 1997 | LG 트윈스       | 이병규 | 외야수               | 타율 0.305, 151안타, 7홈런, 23도루                  | 골든글러브 |
| 1998 | 현대 유니콘스   | 김수경 | 투수                 | 평균자책 2.76, 12승(11선발승) 4패 2세이브           | 신인 최다 탈삼진, 승률왕,선발승 공동 10위                                                                                                 |
| 1999 | 두산 베어스     | 홍성흔 | 포수                 | 타율 0.258, 91안타, 16홈런                          | |
| 2000 | SK 와이번스     | 이승호 | 투수                 | 평균자책 4.51, 10승(5선발승) 12패 9세이브           | |
| 2001 | 한화 이글스     | 김태균 | 1루수                | 타율 0.335, 82안타, 20홈런                          | |
| 2002 | 현대 유니콘스   | 조용준 | 투수                 | 평균자책 1.90, 9승 5패 28세이브                     | 세이브 2위 |
| 2003 | 현대 유니콘스   | 이동학 | 투수                 | 평균자책 5.35, 8승(4선발) 3패                       | |
| 2004 | 현대 유니콘스   | 오주원 | 투수                 | 평균자책 3.99, 10승(모두 선발) 9패                  | 선발승 공동 9위 |
| 2005 | 삼성 라이온즈   | 오승환 | 투수                 | 평균자책 1.18, 10승 16세이브 11홀드                 | 세이브 6위, 탈삼진 5위, 한국시리즈 MVP 한국 프로 야구 최초 트리플 더블 (10승 11홀 16S)                                                    |
| 2006 | 한화 이글스     | 류현진 | 투수                 | 평균자책 2.23, 18승(모두 선발) 6패, 204탈삼진       | 투수 삼관왕(다승/탈삼진/평균자책 1위), 시즌MVP, 골든글러브                                                                                |
| 2007 | 두산 베어스     | 임태훈 | 투수                 | 평균자책 2.40, 7승 3패 1세이브 20홀드               | 홀드 2위 |
| 2008 | 삼성 라이온즈   | 최형우 | 외야수               | 타율 0.276, 106안타, 19홈런, 71타점                 | 방출 경력 신인왕 (이후 2011 홈런왕) |
| 2009 | 두산 베어스     | 이용찬 | 투수                 | 평균자책 4.20, 26세이브                             | 세이브 공동 1위 |
| 2010 | 두산 베어스     | 양의지 | 포수                 | 타율 0.267, 100안타, 20홈런, 68타점                 | 신인 포수 최초 20홈런 |
| 2011 | 삼성 라이온즈   | 배영섭 | 외야수               | 타율 0.294, 100안타, 2홈런, 24타점, 33도루          | 역대 최고령 신인왕 (만 25세) |
| 2012 | 넥센 히어로즈   | 서건창 | 2루수                | 타율 0.266, 115안타, 1홈런, 70득점, 39도루          | 3루타 1위, 도루 2위, 골든글러브, 방출 경력 신인왕, 구단 첫 신인왕(이후 2014 MVP 수상)                                                     |
| 2013 | NC 다이노스     | 이재학 | 투수                 | 평균자책 2.88, 10승(모두 선발) 5패 1세이브          | 평균자책점 2위, WHIP 1위, 구단 첫 신인왕, 3번째 신생팀 첫 신인왕, 2차드래프트 이적 경력 신인왕                                            |
| 2014 | NC 다이노스     | 박민우 | 2루수                | 타율 0.298, 124안타, 1홈런, 87득점, 50도루          | 도루2위, 역대 최초 신생팀 2년연속 신인왕배출                                                                                              |
| 2015 | 삼성 라이온즈   | 구자욱 | 1루수, 3루수, 외야수 | 타율 0.349, 143안타, 11홈런, 57타점, 97득점, 17도루 | 역대 최고 타율 신인왕 |
| 2016 | 넥센 히어로즈   | 신재영 | 투수                 | 평균자책 3.90, 15승(모두 선발) 7패                  | 다승 공동 3위, 평균자책점 7위, 선발승 공동 3위, 트레이드 경력 신인왕                                                                      |
| 2017 | 넥센 히어로즈   | 이정후 | 외야수               | 타율 0.324, 179안타, 2홈런, 47타점, 12도루          | 2007년 임태훈 이후 10년만에 루키 신인왕, 신인 최다 안타 (179안타), 신인 최다 득점 (111득점), 1998년 강동우 이후 신인 첫 3할 타율          |
| 2018 | kt wiz          | 강백호 | 외야수               | 타율 0.290, 153안타, 29홈런, 84타점, 3도루          | 2년연속 루키 신인왕, kt wiz 구단 첫 신인왕, 역대 최초 고졸신인 시즌1번째 홈런, 1996년 박재홍에 이은 루키신인홈런2위(박재홍 1996년 30홈런) |
| 2019 | LG 트윈스       | 정우영 | 투수                 | 평균자책 3.72, 4승 6패 1세이브 16홀드               | 3년연속 루키 신인왕, 홀드 8위, 1997년 이병규 이후 22년만의 LG 트윈스 구단 신인왕                                                          |
| 2020 | kt wiz          | 소형준 | 투수                 | 평균자책 3.86, 13승(모두 선발) 6패                  | 선발승 7위 |
| 2021 | KIA 타이거즈    | 이의리 | 투수                 | 평균자책 3.61, 4승 5패 94탈삼진                     | 타이거즈 구단 역사상 2번째 신인왕. |
| 2022 | 두산 베어스     | 정철원 | 투수                 | 평균자책 3.96, 58경기, 47탈삼진                     | 역대 신인 최다 홀드 기록 |
| 2023 | 한화 이글스     | 문동주 | 투수                 | 평균자책 3.72, 8승 8패, 95탈삼진                    | |
| 2024 | 두산 베어스     | 김택연 | 투수                 | 평균자책 2.08, 3승 2패, 78탈삼진                    | |

## 구단별 배출 현황
- OB 베어스 / 두산 베어스 : 박종훈(1983), 윤석환(1984), 홍성흔(1999), 임태훈(2007), 이용찬 (2009), 양의지 (2010), 정철원(2022), 김택연(2024)
- 태평양 돌핀스 / 현대 유니콘스 : 박정현(1989), 박재홍(1996), 김수경(1998), 조용준(2002), 이동학(2003), 오주원(2004)
- 삼성 라이온즈 : 양준혁(1993), 이동수(1995), 오승환(2005), 최형우(2008), 배영섭(2011), 구자욱(2015)
- MBC 청룡 / LG 트윈스 : 김건우(1986), 이용철(1988), 김동수(1990), 유지현(1994), 이병규(1997), 정우영(2019)
- 빙그레 이글스 / 한화 이글스 : 이정훈(1987), 김태균(2001), 류현진(2006), 문동주(2023)
- NC 다이노스 : 이재학(2013), 박민우(2014)
- 키움 히어로즈 : 서건창(2012), 신재영(2016), 이정후(2017)
- 해태 타이거즈 / KIA 타이거즈 : 이순철(1985), 이의리(2021)
- 쌍방울 레이더스 : 조규제(1991)
- 롯데 자이언츠 : 염종석(1992)
- SK 와이번스 : 이승호(2000)
- KT 위즈 : 강백호(2018), 소형준(2020)